# Guadalupe (telenovelă)
Guadalupe este o telenovelă  americană în limba spaniolă, produsă de canalul Telemundo, din 1993. Îi are ca protagoniști pe Adela Noriega și Eduardo Yáñez.
În România, telenovela a fost transmisă de Acasă TV.

## Distribuție
| Rolul                                             | Actorul             |
| ------------------------------------------------- | ------------------- |
| Guadalupe Zambrano Santos                         | Adela Noriega       |
| Alfredo Robinson Alfredo Mendoza                  | Eduardo Yáñez       |
| Luisa Zambrano de Maldonado Marquesa de Covadonga | Zully Montero       |
| Olivia Mendoza V. de Robinson                     | Miryam Ochoa        |
| Diana Maldonado Zambrano                          | Mara Croatto        |
| Daniela Maldonado Zambrano                        | Gretell Celeiro     |
| Henry Abel Maldonado Zambrano                     | Larry Villanueva    |
| Alejandro Infante                                 | Braulio Castillo Jr |
| Carlos Maldonado Marques de Covadonga             | Manolo Villaverde   |
| Antonio Infante                                   | Salvador Pineda     |
| Ezequiel Zambrano                                 | Miguel Gutiérrez    |
| Fabiana                                           | Laura Fabián        |